# 西晉豫州行政區劃
豫州是曹魏舊州，州治所在陳縣（今河南省淮陽縣）。範圍在今河南省京廣鐵路以東的大部，山東省西南部和安徽省淮河以北，南端一路深入至湖北省長江北岸的武穴市。

## 郡級行政區
西晉豫州領潁川、汝南、弋陽、陳、魯、沛、譙、梁、襄城9郡。泰始二年（266年）增置汝陰郡，咸寧元年（275年）增領安豐郡，咸寧二年（276年）左右陳郡廢除併入梁國。元康年間（291-299）增置新蔡、陳、南頓、西陽4郡。永嘉五年（311年）以後，石勒入侵豫州，郡縣相繼淪陷。西晉末年僅領譙、魯、弋陽、安豐等郡。
潁川郡
曹魏舊郡，郡治許昌縣（今河南省許昌市東），領許昌、長社、潁陰、臨潁、郾、鄢陵、新汲、陽城、綸氏、召陵10縣。西晉初陽城縣移屬河南郡，綸氏縣廢縣，咸寧三年（277年）陳國長平縣來隸，永寧元年（301年）左右復歸陳郡，增置西華縣（300年置）。西晉末領許昌、長社、潁陰、臨潁、郾、召陵、鄢陵、新汲、西華9縣。
襄城郡
曹魏舊郡，郡治襄城縣（今河南省襄城縣），領襄城、繁昌、郟、定陵、父城、昆陽、舞陽7縣。
汝南國
曹魏舊郡，郡治新息縣（今河南省息縣西南），領新息、安陽（280年改名南安陽）、安城、慎陽、北宜春、郎陵、陽安、上蔡、平輿、定潁、灈陽、吳房、西平、西華、汝陰、南頓、汝陽、新蔡、褒信、新陽、鮦陽、慎、富陂、原鹿、固始25縣。晉時廢西華（晉初廢）、新陽（晉初廢）、富陂（晉初廢）3縣。泰始二年（266年）汝陰、慎、原鹿、固始、新蔡、褒信6縣移屬汝陰郡。泰始六年（270年）晉武帝司馬炎封其子司馬柬為汝南王，汝南郡改為汝南國。咸寧三年（277年）南頓縣移屬梁國，鮦陽縣移屬汝陰國。太康年間（280-289）梁國南頓縣來隸。永興二年（305年）南頓、北宜春、平輿、定潁、汝陽、吳房等縣移屬南頓國。西晉末領新息、南安陽、安成、慎陽、北宜春、朗陵、陽安、上蔡、平輿、定潁、濯陽、汝陽、吳房、西平14縣。
汝陰郡
泰始二年（266年）分汝南郡置郡，並以此郡作為晉宗室司馬駿的封國，稱為汝陰國。郡治汝陰縣（今安徽省阜陽市），領原汝南郡的汝陰、新蔡、褒信、慎、原鹿、固始6縣。咸寧三年（277年）汝南國鮦陽、譙國宋縣來隸。太康七年（286年）汝陰王司馬謨去世，無子嗣，國除為郡。晉惠帝元康年間（291-299）新蔡、褒信、固始、鮦陽4縣移屬新蔡郡。西晉末領汝陰、慎、原鹿、宋4縣。
梁國
曹魏舊郡，郡治睢陽縣（今河南省商丘市），領睢陽、蒙、虞、下邑、寧陵、碭6縣。泰始元年（265年）封晉宗室司馬肜為梁王，梁郡改為梁國。西晉初廢碭縣，增置穀熟縣（不詳何時）。咸寧三年（277年）陳國陳、武平、陽夏、柘、項5縣及汝南郡南頓縣來隸，太康年間（280-289）譙國苦縣來隸，南頓縣移屬汝南郡，廢除柘縣。永寧元年（301年）左右陳、陽夏、項、苦、武平5縣移屬陳郡。西晉末領睢陽、蒙、虞、下邑、寧陵、穀熟6縣。
陳郡
曹魏舊郡，郡治陳縣（今河南省淮陽縣），領陳、武平、陽夏、長平、柘、項6縣。泰始元年（265年）封晉宗室司馬斌為陳王，陳郡改為陳國。咸寧三年（277年）陳王司馬斌徙封西河王，陳國廢除併入潁川郡及梁國永寧元年（301年）左右復置陳郡，領原梁國的陳、陽夏、項、苦、武平、長平6縣。
沛國
曹魏舊郡，郡治沛縣（今江蘇省沛縣），領沛、杼秋、豐、公丘、廣戚5縣。泰始元年（265年）封晉宗室司馬景為沛王，仍為沛國。咸寧三年（277年）公丘縣移屬魯國，大約同時廣戚縣移屬徐州彭城國，譙國相、竹邑、符離、蕭、洨、虹6縣來隸。永嘉五年（311年）沛王司馬韜（本紀作司馬滋）戰敗遇害，沛國絕後。西晉末領沛、杼秋、豐、相、竹邑、符離、蕭、洨、虹9縣。
譙國
曹魏舊郡，郡治譙縣（今安徽省亳州市），領譙、酇、城父、蕭、相、竹邑、符離、蘄、銍、龍亢、山桑、洨、虹、宋、苦15縣。泰始元年（265年）封晉宗室司馬遜為譙王，譙郡改為譙國。咸寧三年（277年）左右相、竹邑、符離、蕭、洨、虹6縣移屬沛國，宋縣移屬汝陰國。太康年間（280-289）苦縣移屬梁國。西晉末領譙、城父、酇、山桑、龍亢、蘄、銍7縣。
魯國
曹魏舊郡，郡治魯縣（今山東省曲阜市），領魯、汶陽、卞、鄒、蕃、薛6縣。泰始元年（265年）封大臣賈充為魯郡公，咸寧元年（275年）左右，魯郡改為魯國。咸寧三年（277年）沛國公丘縣來隸。。永康元年（300年）蕃、薛2縣移屬彭城國。西晉末領魯、汶陽、卞、鄒、公丘5縣。
弋陽郡
曹魏舊郡，郡治弋陽縣（今河南省潢川縣西），領弋陽、期思、西陽、西陵、軑5縣。太康元年（280）蘄春郡蘄春縣來隸，太康二年（281年）武昌郡邾縣來隸。後西陽、期思、西陵、邾、蘄春5縣移屬西陽國。西晉末領弋陽、軑2縣。
安豐郡
晉泰始年間（265-274）分揚州廬江郡置。郡治安風縣（今安徽省霍丘縣西南），領安風、雩婁、蓼、安豐、松滋5縣，至西晉末不變。
新蔡郡
晉惠帝永康二年（301年）左右封晉武帝司馬炎之子清河王司馬遐二子司馬籥為新蔡王，分汝陰郡新蔡、褒信、固始、鮦陽4縣置新蔡國。永嘉二年（308年）新蔡王司馬籥徙封清河王，國除為郡。西晉末領新蔡、褒信、固始、鮦陽等縣。
南頓國
永興二年（305年）楚王司馬瑋之子司馬宗因討伐劉喬迎接晉惠帝回到洛陽有功，從南頓縣公進封為南頓王，分汝南郡置南頓國，領南頓、北宜春、平輿、定潁、汝陽、吳房等縣。
西陽國
元康元年（291年）晉宗室西陽縣公司馬羕進爵為西陽王，分弋陽郡西陽縣置西陽國。光熙元年（306年）增領期思、西陵2縣，永嘉元年（307年）增領邾、蘄春2縣。

## 縣級行政區
| 豫州（州治：陳縣）                                                                 |        |          |                        |                                                                                              |                                                   |
| 說明：本表為西晉時期豫州各郡所轄的縣份；以深灰色表示者，為曾經建置，後來廢除的縣份 |        |          |                        |                                                                                              |                                                   |
| 潁川郡 （9）                                                                       | 許昌縣 | 許昌縣   | 今河南省許昌市東       | 潁川郡(265-316)                                                                              |                                                   |
| 潁川郡 （9）                                                                       | 許昌縣 | 長社縣   | 今河南省長葛市東       | 潁川郡(265-316)                                                                              |                                                   |
| 潁川郡 （9）                                                                       | 許昌縣 | 潁陰縣   | 今河南省許昌市         | 潁川郡(265-316)                                                                              |                                                   |
| 潁川郡 （9）                                                                       | 許昌縣 | 臨潁縣   | 今河南省臨潁縣西北     | 潁川郡(265-316)                                                                              |                                                   |
| 潁川郡 （9）                                                                       | 許昌縣 | 郾縣     | 今河南省漯河市東       | 潁川郡(265-316)                                                                              |                                                   |
| 潁川郡 （9）                                                                       | 許昌縣 | 召陵縣   | 今河南省漯河市東       | 潁川郡(265-316)                                                                              |                                                   |
| 潁川郡 （9）                                                                       | 許昌縣 | 鄢陵縣   | 今河南省鄢陵縣北       | 潁川郡(265-316)                                                                              |                                                   |
| 潁川郡 （9）                                                                       | 許昌縣 | 新汲縣   | 今河南省鄢陵縣西南     | 潁川郡(265-316)                                                                              |                                                   |
| 潁川郡 （9）                                                                       | 許昌縣 | 西華縣   | 今河南省西華縣南       | 汝南郡(265-266?)→(廢縣)→潁川郡(300-316)                                                      | 西晉初廢縣（不詳何時），永康元年（300年）復置縣。 |
| 潁川郡 （9）                                                                       | 許昌縣 | 綸氏縣   | 今河南省登封市西南     | 潁川郡(265-266?)                                                                             | 晉時廢縣。（不詳何時）                            |
| 襄城郡 （7）                                                                       | 襄城縣 | 襄城縣   | 今河南省襄城縣         | 襄城郡(265-316)                                                                              |                                                   |
| 襄城郡 （7）                                                                       | 襄城縣 | 繁昌縣   | 今河南省臨潁縣西北     | 襄城郡(265-316)                                                                              |                                                   |
| 襄城郡 （7）                                                                       | 襄城縣 | 郟縣     | 今河南省郟縣           | 襄城郡(265-316)                                                                              |                                                   |
| 襄城郡 （7）                                                                       | 襄城縣 | 定陵縣   | 今河南省舞陽縣東北     | 襄城郡(265-316)                                                                              |                                                   |
| 襄城郡 （7）                                                                       | 襄城縣 | 父城縣   | 今河南省襄城縣西       | 襄城郡(265-316)                                                                              |                                                   |
| 襄城郡 （7）                                                                       | 襄城縣 | 昆陽縣   | 今河南省葉縣           | 襄城郡(265-316)                                                                              |                                                   |
| 襄城郡 （7）                                                                       | 襄城縣 | 舞陽縣   | 今河南省舞陽縣西北     | 襄城郡(265-316)                                                                              |                                                   |
| 汝南國 （14）                                                                      | 新息縣 | 新息縣   | 今河南省息縣西南       | 汝南國(265-316，汝南郡265-270)                                                               |                                                   |
| 汝南國 （14）                                                                      | 新息縣 | 南安陽縣 | 今河南省息縣西         | 汝南國(265-316，汝南郡265-270)                                                               | 曹魏為安陽縣，太康元年（280年）改名南安陽縣。     |
| 汝南國 （14）                                                                      | 新息縣 | 安城縣   | 今河南省平輿縣西南     | 汝南國(265-316，汝南郡265-270)                                                               |                                                   |
| 汝南國 （14）                                                                      | 新息縣 | 慎陽縣   | 今河南省正陽縣北       | 汝南國(265-316，汝南郡265-270)                                                               |                                                   |
| 汝南國 （14）                                                                      | 新息縣 | 北宜春縣 | 今河南省確山縣西       | 汝南國(265-316，汝南郡265-270)                                                               |                                                   |
| 汝南國 （14）                                                                      | 新息縣 | 郎陵縣   | 今河南省確山縣南       | 汝南國(265-316，汝南郡265-270)                                                               |                                                   |
| 汝南國 （14）                                                                      | 新息縣 | 陽安縣   | 今河南省確山縣北       | 汝南國(265-316，汝南郡265-270)                                                               |                                                   |
| 汝南國 （14）                                                                      | 新息縣 | 上蔡縣   | 今河南省上蔡縣西南     | 汝南國(265-316，汝南郡265-270)                                                               |                                                   |
| 汝南國 （14）                                                                      | 新息縣 | 平輿縣   | 今河南省平輿縣北       | 汝南國(265-316，汝南郡265-270)                                                               |                                                   |
| 汝南國 （14）                                                                      | 新息縣 | 定潁縣   | 今河南省西平縣東北     | 汝南國(265-316，汝南郡265-270)                                                               |                                                   |
| 汝南國 （14）                                                                      | 新息縣 | 灈陽縣   | 今河南省遂平縣東北     | 汝南國(265-316，汝南郡265-270)                                                               |                                                   |
| 汝南國 （14）                                                                      | 新息縣 | 汝陽縣   | 今河南省周口市西南     | 汝南國(265-316，汝南郡265-270)                                                               |                                                   |
| 汝南國 （14）                                                                      | 新息縣 | 吳房縣   | 今河南省遂平縣東北     | 汝南國(265-316，汝南郡265-270)                                                               |                                                   |
| 汝南國 （14）                                                                      | 新息縣 | 西平縣   | 今河南省舞陽縣東南     | 汝南國(265-316，汝南郡265-270)                                                               |                                                   |
| 汝南國 （14）                                                                      | 新息縣 | 新陽縣   | 今安徽省界首市北       | 汝南郡(265-266?)                                                                             | 晉時廢縣。（不詳何時）                            |
| 汝南國 （14）                                                                      | 新息縣 | 富陂縣   | 今安徽省阜南縣東南     | 汝南郡(265-266?)                                                                             | 晉時廢縣。（不詳何時）                            |
| 汝陰郡 （4）                                                                       | 汝陰縣 | 汝陰縣   | 今安徽省阜陽市         | 汝南郡(265)→汝陰郡(266-316，汝陰國266-286)                                                   |                                                   |
| 汝陰郡 （4）                                                                       | 汝陰縣 | 慎縣     | 今安徽省潁上縣北       | 汝南郡(265)→汝陰郡(266-316，汝陰國266-286)                                                   |                                                   |
| 汝陰郡 （4）                                                                       | 汝陰縣 | 原鹿縣   | 今安徽省阜南縣南       | 汝南郡(265)→汝陰郡(266-316，汝陰國266-286)                                                   |                                                   |
| 汝陰郡 （4）                                                                       | 汝陰縣 | 宋縣     | 今安徽省界首市東北     | 譙國(265-277，譙郡265)→汝陰郡(277-316，汝陰國277-286)                                        |                                                   |
| 梁國 （6）                                                                         | 睢陽縣 | 睢陽縣   | 今河南省商丘市睢陽區   | 梁國(265-316)                                                                                |                                                   |
| 梁國 （6）                                                                         | 睢陽縣 | 蒙縣     | 今河南省商丘市東南     | 梁國(265-316)                                                                                |                                                   |
| 梁國 （6）                                                                         | 睢陽縣 | 虞縣     | 今河南省虞城縣北       | 梁國(265-316)                                                                                |                                                   |
| 梁國 （6）                                                                         | 睢陽縣 | 下邑縣   | 今安徽省碭山縣         | 梁國(265-316)                                                                                |                                                   |
| 梁國 （6）                                                                         | 睢陽縣 | 寧陵縣   | 今河南省寧陵縣         | 梁國(265-316)                                                                                |                                                   |
| 梁國 （6）                                                                         | 睢陽縣 | 穀熟縣   | 今河南省虞城縣南       | 梁國(？-316)                                                                                 | 晉時置縣。                                        |
| 梁國 （6）                                                                         | 睢陽縣 | 碭縣     | 今河南省永城市北芒山鎮 | 梁國(265-266?)                                                                               | 晉時廢縣併入下邑縣。（不詳何時）                  |
| 梁國 （6）                                                                         | 睢陽縣 | 柘縣     | 今河南省柘城縣北       | 陳國(265-277，陳郡265)→梁國(277-289?)                                                        | 太康年間（280-289）廢縣。                         |
| 陳郡 （6）                                                                         | 陳縣   | 陳縣     | 今河南省淮陽縣         | 陳國(265-277，陳郡265)→梁國(277-301)→陳郡(301-316)                                           |                                                   |
| 陳郡 （6）                                                                         | 陳縣   | 陽夏縣   | 今河南省太康縣         | 陳國(265-277，陳郡265)→梁國(277-301)→陳郡(301-316)                                           |                                                   |
| 陳郡 （6）                                                                         | 陳縣   | 項縣     | 今河南省沈丘縣         | 陳國(265-277，陳郡265)→梁國(277-301)→陳郡(301-316)                                           |                                                   |
| 陳郡 （6）                                                                         | 陳縣   | 苦縣     | 今河南省鹿邑縣         | 譙國(265-280?，譙郡265)→梁國(280?-301)→陳郡(301-316)                                         |                                                   |
| 陳郡 （6）                                                                         | 陳縣   | 武平縣   | 今河南省鹿邑縣西北     | 陳國(265-277，陳郡265)→梁國(277-301)→陳郡(301-316)                                           |                                                   |
| 陳郡 （6）                                                                         | 陳縣   | 長平縣   | 今河南省西華縣東北     | 陳郡(265-280?)→潁川郡(280?-301)→陳郡(301-316)                                                |                                                   |
| 沛國 （9）                                                                         | 沛縣   | 沛縣     | 今江蘇省沛縣           | 沛國(265-316)                                                                                |                                                   |
| 沛國 （9）                                                                         | 沛縣   | 杼秋縣   | 今安徽省蕭縣西北       | 沛國(265-316)                                                                                |                                                   |
| 沛國 （9）                                                                         | 沛縣   | 豐縣     | 今江蘇省豐縣           | 沛國(265-316)                                                                                |                                                   |
| 沛國 （9）                                                                         | 沛縣   | 相縣     | 今安徽省淮北市西       | 譙國(265-277，譙郡265)→沛國(277-316)                                                         |                                                   |
| 沛國 （9）                                                                         | 沛縣   | 竹邑縣   | 今安徽省宿州市北       | 譙國(265-277，譙郡265)→沛國(277-316)                                                         |                                                   |
| 沛國 （9）                                                                         | 沛縣   | 符離縣   | 今安徽省宿州市東       | 譙國(265-277，譙郡265)→沛國(277-316)                                                         |                                                   |
| 沛國 （9）                                                                         | 沛縣   | 蕭縣     | 今安徽省蕭縣西北       | 譙國(265-277，譙郡265)→沛國(277-316)                                                         |                                                   |
| 沛國 （9）                                                                         | 沛縣   | 洨縣     | 今安徽省固鎮縣東       | 譙國(265-277，譙郡265)→沛國(277-316)                                                         |                                                   |
| 沛國 （9）                                                                         | 沛縣   | 虹縣     | 今安徽省五河縣西北     | 譙國(265-277，譙郡265)→沛國(277-316)                                                         |                                                   |
| 譙國 （7）                                                                         | 譙縣   | 譙縣     | 今安徽省亳州市         | 譙國(265-316，譙郡265)                                                                       |                                                   |
| 譙國 （7）                                                                         | 譙縣   | 城父縣   | 今安徽省渦陽縣西北     | 譙國(265-316，譙郡265)                                                                       |                                                   |
| 譙國 （7）                                                                         | 譙縣   | 酇縣     | 今河南省永城市西       | 譙國(265-316，譙郡265)                                                                       |                                                   |
| 譙國 （7）                                                                         | 譙縣   | 山桑縣   | 今安徽省蒙城縣北       | 譙國(265-316，譙郡265)                                                                       |                                                   |
| 譙國 （7）                                                                         | 譙縣   | 龍亢縣   | 今安徽省蒙城縣東       | 譙國(265-316，譙郡265)                                                                       |                                                   |
| 譙國 （7）                                                                         | 譙縣   | 蘄縣     | 今安徽省宿州市南       | 譙國(265-316，譙郡265)                                                                       |                                                   |
| 譙國 （7）                                                                         | 譙縣   | 銍縣     | 今安徽省宿州市西       | 譙國(265-316，譙郡265)                                                                       |                                                   |
| 魯國 （5）                                                                         | 魯縣   | 魯縣     | 今山東省曲阜市         | 魯國(265-316，魯郡265-277)                                                                   |                                                   |
| 魯國 （5）                                                                         | 魯縣   | 汶陽縣   | 今山東省泰安市北       | 魯國(265-316，魯郡265-277)                                                                   |                                                   |
| 魯國 （5）                                                                         | 魯縣   | 卞縣     | 今山東省泗水縣東       | 魯國(265-316，魯郡265-277)                                                                   |                                                   |
| 魯國 （5）                                                                         | 魯縣   | 薛縣     | 今山東省微山縣北       | 魯國(265-316，魯郡265-277)                                                                   |                                                   |
| 魯國 （5）                                                                         | 魯縣   | 公丘縣   | 今山東省滕州市西       | 沛國(265-277)→魯國(277-316)                                                                  |                                                   |
| 弋陽郡 （2）                                                                       | 弋陽縣 | 弋陽縣   | 今河南省潢川縣西       | 弋陽郡(265-316)                                                                              |                                                   |
| 弋陽郡 （2）                                                                       | 弋陽縣 | 軑縣     | 今河南省羅山縣東       | 弋陽郡(265-316)                                                                              |                                                   |
| 安豐郡 （5）                                                                       | 安風縣 | 安風縣   | 今安徽省霍丘縣西南     | 廬江郡(265-269?)→安豐郡(270?-316)                                                            |                                                   |
| 安豐郡 （5）                                                                       | 安風縣 | 雩婁縣   | 今安徽省金寨縣北       | 廬江郡(265-269?)→安豐郡(270?-316)                                                            |                                                   |
| 安豐郡 （5）                                                                       | 安風縣 | 安豐縣   | 今河南省固始縣南       | 廬江郡(265-269?)→安豐郡(270?-316)                                                            |                                                   |
| 安豐郡 （5）                                                                       | 安風縣 | 蓼縣     | 今河南省固始縣南       | 廬江郡(265-269?)→安豐郡(270?-316)                                                            |                                                   |
| 安豐郡 （5）                                                                       | 安風縣 | 松滋縣   | 今安徽省霍丘縣東       | 廬江郡(265-269?)→安豐郡(270?-316)                                                            |                                                   |
| 新蔡郡 （4）                                                                       | 新蔡縣 | 新蔡縣   | 今河南省新蔡縣         | 汝南郡(265)→汝陰郡(266-301，汝陰國266-286)→新蔡郡(301-316，新蔡國301-308)                    |                                                   |
| 新蔡郡 （4）                                                                       | 新蔡縣 | 褒信縣   | 今河南省新蔡縣南       | 汝南郡(265)→汝陰郡(266-301，汝陰國266-286)→新蔡郡(301-316，新蔡國301-308)                    |                                                   |
| 新蔡郡 （4）                                                                       | 新蔡縣 | 固始縣   | 今安徽省臨泉縣         | 汝南郡(265)→汝陰郡(266-301，汝陰國266-286)→新蔡郡(301-316，新蔡國301-308)                    |                                                   |
| 新蔡郡 （4）                                                                       | 新蔡縣 | 鮦陽縣   | 今安徽省臨泉縣西       | 汝南國(265-277，汝南郡265-270)→汝陰郡(277-301，汝陰國277-286)→新蔡郡(301-316，新蔡國301-308) |                                                   |
| 南頓國 （1）                                                                       | 南頓縣 | 南頓縣   | 今河南省項城市西       | 汝南國(265-277，汝南郡265-270)→梁國(277-280?)→汝南國(280?-305)→南頓國(305-316)               |                                                   |
| 西陽國 （5）                                                                       | 西陽縣 | 西陽縣   | 今河南省光山縣西南     | 弋陽郡(265-291)→西陽國(291-316)                                                              |                                                   |
| 西陽國 （5）                                                                       | 西陽縣 | 期思縣   | 今河南省淮濱縣東南     | 弋陽郡(265-306)→西陽國(306-316)                                                              |                                                   |
| 西陽國 （5）                                                                       | 西陽縣 | 西陵縣   | 今湖北省團風縣西       | 弋陽郡(265-306)→西陽國(306-316)                                                              |                                                   |
| 西陽國 （5）                                                                       | 西陽縣 | 邾縣     | 今湖北省黃岡市         | 蘄春郡(280)→武昌郡(280-281)→弋陽郡(281-307)→西陽國(307-316)                                  |                                                   |
| 西陽國 （5）                                                                       | 西陽縣 | 蘄春縣   | 今湖北省蘄春縣西北     | 蘄春郡(280)→弋陽郡(280-307)→西陽國(307-316)                                                  |                                                   |

## 出處
1. 1 2 3  《晉書》卷3〈武帝紀〉：「〔泰始元年封皇叔父〕肜為梁王。」；《晉書》卷38〈梁孝王肜傳〉：「梁孝王肜……武帝踐阼，封梁王……咸寧中，復以陳國、汝南南頓增封為次國。」
2. 1 2  《晉書》卷3〈武帝紀〉：「〔泰始元年封皇叔父〕駿為汝陰王。」卷38〈扶風武王駿傳〉：「扶風武王駿……武帝踐阼，進封汝陰王。」卷64〈汝陰哀王謨傳〉：「汝陰哀王謨，字令度，太康七年薨，時年十一。無後，國除。」
3. 1 2  《元和郡縣圖志》卷7〈河南道三·宋州碭山縣〉：「漢碭縣，屬梁國，後漢不改。晉以其地併入下邑。」
4. 1 2  《元和郡縣圖志》卷7〈河南道三·宋州柘城縣〉：「柘城縣，續漢志屬陳郡，至晉太康中廢。」
5. ↑  《晉書》卷3〈武帝紀〉：「〔泰始元年封皇叔父〕斌為陳王。」卷37〈西河繆王斌傳〉：「西河繆王斌……武帝受禪，封陳王……〔咸寧〕三年，改封西河。」
6. ↑  《晉書》卷3〈武帝紀〉：「〔泰始元年封皇叔父〕景為沛王。」卷37〈沛順王景傳〉：「沛順王景……武帝受禪，封沛王。」
7. 1 2  《晉書》卷40〈賈充傳〉：「咸寧三年，日蝕於三朝，充請遜位，不許。更以沛國之公丘益其封。」
8. ↑  《晉書》卷3〈武帝紀〉：「〔泰始元年封皇叔父〕遜為譙王。」卷37〈譙剛王遜傳〉：「譙剛王遜……武帝受禪，封譙王。」
9. ↑  《晉書》卷3〈武帝紀〉：「〔泰始元年〕以……衛將軍賈充為車騎將軍、魯公。」
10. 1 2  《晉書》卷59〈汝南文成王亮〉：「羕字延年。太康末，封西陽縣公，拜散騎常侍。亮之被害也，羕時年八歲，鎮南將軍裴楷與之親姻，竊之以逃，一夜八遷，故得免。及瑋誅，進爵為王，歷步兵校尉、左軍驍騎將軍。元康初，進封郡王。永興初，拜侍中。以長沙王乂黨，廢為庶人。惠帝還洛，復羕封，為撫軍將軍，又以汝南期思、西陵益其國。永嘉初，拜鎮軍將軍，加散騎常侍，領後軍將軍，復以邾、蘄春益之。」
11. ↑  《宋書》卷36〈州郡志二〉：「安豐縣名，前漢無，後漢屬廬江，晉武帝立為安豐郡。」
12. ↑  《晉書》卷14〈地理志上〉：「惠帝分汝陰立新蔡。」；《宋書》卷36〈州郡志二〉：「新蔡太守，晉惠帝分汝陰立。」
13. ↑  《晉書》卷14〈地理志上〉：「惠帝分汝南立南頓。」卷59〈汝南文成王亮〉：「宗字延祚。元康中，封南頓縣侯，尋進爵為公。討劉喬有功，進封王，增邑五千，併前萬戶。」；《宋書》卷36〈州郡志二〉：「南頓太守，故屬汝南，晉惠帝分立。」
14. ↑  《宋書》卷36〈州郡志二·陳郡太守〉：「西華令，漢舊縣，屬汝南，晉初省，惠帝永康元年復立，屬潁川。」《魏書》卷106中〈地形志中〉：「西華，二漢屬汝南，晉初省，惠帝永康元年復，屬潁川。」
15. ↑  《元和郡縣圖志》卷5〈河南道一·河南府潁陽縣〉：「古綸氏縣，本夏之綸國也，少康之邑在焉。漢屬潁川，晉省。」
16. ↑  《宋書》卷36〈州郡志二·汝南太守〉：「安陽令，漢舊縣，晉武帝太康元年改為南安陽。」
17. ↑  《輿地廣記》卷9〈京西北路·蔡州真陽〉：「漢新陽縣屬汝南郡，後漢因之，晉省焉。」

### 書籍
- 吳增僅，《三國郡縣表》，上海：開明書局，1937
- 李錫甫，《漢晉城陽郡沿革考》，國立編譯館館刊第6卷第一期，1977
- 劉琳，《華陽國志校注》，成都：巴蜀書社，1984
- 李曉杰，《東漢政區地理》，北京：人民出版社，1987
- 胡阿祥，《六朝疆域與政區研究》（增訂本），北京：學苑出版社，2005
- 錢儀吉、楊晨，《三國會要》，上海：上海古籍出版社，2006
- 陳健梅，《孫吳政區地理研究》，長沙：岳麓書社，2007
- 孔祥軍，《三國政區地理研究》，南京：南京大學歷史系，2007
- 任乃強，《華陽國志校補圖注》，上海：上海古籍出版社，2009
- 孔祥軍，《晉書地理志校注》，北京：新世界出版社，2012
- 胡阿祥、孔祥軍、徐成合著，《中國行政區劃通史·三國兩晉南朝卷》，上海：復旦大學出版社，2014
- 范曄，《後漢書》，維基文庫
- 房玄齡，《晉書》，維基文庫
- 沈約，《宋書》，維基文庫
- 魏收，《魏書》，維基文庫
- 李吉甫，《元和郡縣圖志》，維基文庫
- 樂史，《太平寰宇記》，維基文庫
- 歐陽忞，《輿地廣記》，維基文庫
- 酈道元，《水經注》，維基文庫